# Гуркі-Лубніцькі
Гуркі-Лубніцькі (пол. Górki Łubnickie) — село в Польщі, у гміні Пйонтек Ленчицького повіту Лодзинського воєводства.
Населення — 43 особи (2011).
У 1975-1998 роках село належало до Плоцького воєводства.

## Демографія
Демографічна структура станом на 31 березня 2011 року:
|          | Загалом | Допрацездатний вік | Працездатний вік | Постпрацездатний вік |
| -------- | ------- | ------------------ | ---------------- | -------------------- |
| Чоловіки | 19      | 6                  | 9                | 4                    |
| Жінки    | 24      | 7                  | 11               | 6                    |
| Разом    | 43      | 13                 | 20               | 10                   |